# John Williams (archevêque d'York)
Pour les articles homonymes, voir John Williams et Williams.
John Williams (22 mars 1582 - 25 mars 1650) est un prélat et magistrat anglais.

## Biographie

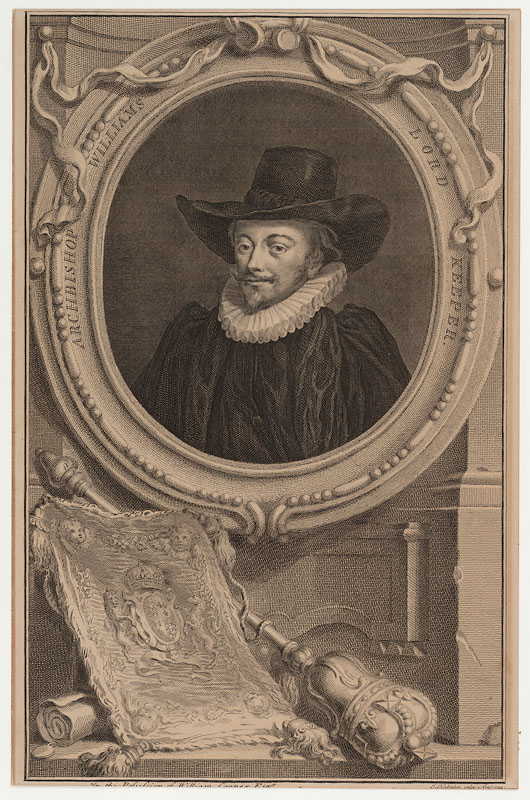
Portrait de John Williams par Jacobus Houbraken.

Né à Aberconway, il est chapelain de Jacques Ier, puis doyen de Salisbury, et ensuite de doyen de Westminster de 1620 à 1644. 
Il devient en 1621 garde des sceaux en remplacement de Francis Bacon et en même temps évêque de Lincoln (Royaume-Uni). Il perd les sceaux sous Charles Ier par les intrigues de Buckingham : il prend dès lors place dans l'opposition et appuie la Pétition des droits. 
Il est condamné en 1636 par la Chambre étoilée à une amende de 10 000 livres sterling, ainsi qu'à la prison comme coupable de paroles irrespectueuses envers le roi. Il ne sort de prison qu'en 1640. Néanmoins il se rallie au roi lorsqu'éclate la guerre civile, et prend parti pour lui contre le Long-Parlement. Il est élevé à l'archevêché d'York en 1641.

## Source
Marie-Nicolas Bouillet  et Alexis Chassang (dir.), « John Williams » dans Dictionnaire universel d’histoire et de géographie, 1878 (lire sur Wikisource)